# 國民革命軍新編第十一軍
國民革命軍新編第十一軍历史上两次组建。

## 第一次组建
1938年9月在湖南湘潭地区组建新编第十一军：
- 军长徐庭瑤
- 副军长杜聿明
- 第77师：师长彭位仁。前身为淞沪会战中损失惨重的湘军，余部编为第77师，隶属第五十四军。
- 第200师：师长杜聿明兼。前身为国民政府军政部交辎学校战车教导营、炮兵营和交通司机器脚踏车1个连合编组建的装甲兵团。1938年1月扩编为第200师。
- 新编第22师：师长邱清泉。由第200师拨补干部，接受湘赣军管区新兵组建。

是国民革命军的第一个机械化军，隶属第五战区准备参加兰封会战。1938年12月底，第77师改隶国民革命军第七十三军，彭位仁升任第73军军长兼师长。
1939年1月，杜聿明代理军长，戴安澜接任第200师师长。1939年2月，该军改为第五军。

## 第二次组建
1940年4月为准备枣宜会战中的军事力量，组建新编第十一军：
- 军长郑洞国
- 副军长何绍周
- 参谋长舒适存
- 荣誉第1师：郑洞国兼/舒适存。原属第五军
- 第5师，师长刘采廷。原属第三十六军
- 第103师，师长何绍周兼。原属第二军

宜昌失守后，担任宜昌以西、宜都以北一线防务。1941年9月，该军改编为国民革命军第八军。